# Thomas Hoeren
Thomas Hoeren (né le 22 août 1961 à Dinslaken, Allemagne) est un professeur et un juriste allemand spécialisé dans le droit d’information et de l’audiovisuel. En outre, il est doyen de la faculté de droit de l’Université de Münster depuis 2012. Il est marié et a deux enfants.

## Biographie
Après des études de droit et de théologie à Münster, Tübingen ainsi qu’à Londres de 1980 à 1987, Hoeren a reçu le grade de licence ecclésial en 1986. En 1987, il a passé son premier examen d’Etat.
Sa thèse de doctorat en droit intitulée « Softwareüberlassung als Sachkauf » (la cession de software comme vente d’un bien corporel) était admise par l’université de Münster (Westfälische Wilhelms-Universität) en 1989. Il a subi, également à l’université de Münster, le second examen d’Etat en 1991 et y a passé son agrégation sur « Selbstregulierung im Banken- und Versicherungsrecht » (l’Autorégulation dans le droit des banques et des assurances) en 1994.
De 1995 à 1997 il était professeur de droit civil et de droit international des affaires à l’université de Düsseldorf (Heinrich-Heine-Universität), et de 1996 à 2011 juge à la cour d’appel de Düsseldorf.
Depuis 1997 il est titulaire de la chaire de droit d’information et de l’informatique à la faculté de droit de l’université de Münster où il préside la section de droit civil de l’institut de droit d’information, de la télécommunication et de l’audiovisuel.

## Prix
2005 : Forschungspreis Technische Kommunikation (de)

## Éditeur
Jusqu'à 1997 membre de la rédaction de la revue Computer und Recht (de), corédacteur de la revue "Information and Communications Technology Law" et de la "EDI Law Review".
Depuis 1998 corédacteur de la revue Multimedia und Recht (de) (MMR).
Depuis mai 2005 rédacteur de "Informatik und Recht" de la revue suisse Jusletter.
Depuis 2007 membre du conseil de la revue Computer und Recht.
Membre du conseil des éditeurs de la revue de formation Ad legendum (de).

## Sélection des ouvrages
Thomas Hoeren, Internetrecht, octobre 2022. en ficher PDF (559 pages, environ 3,8 Mo. Cette œuvre est actualisée régulièrement. La dernière version est accessible sur le site web de l'Université de Münster.
Liste de publications complète accessible sur .